# Kade Greenland
Kade Greenland es un actor australiano.  

## Biografía
En 2012 comenzó a salir con la actriz Michala Banas, la pareja se comprometió en París y finalmente se casaron el 4 de enero de 2014 en Melbourne, Victoria, Australia. En diciembre de 2014 Michala anunció que ella y Kade se habían separado.

## Carrera
En 2012 obtuvo un papel secundario en la película The Mystery of a Hansom Cab donde interpretó a Mark Frettlby de joven. 
En 2013 apareció como invitado en la serie Winners & Losers donde interpretó a Tim Barton.

## Filmografía
- Series de Televisión.:

| Año  | Título             | Personaje  | Notas                          |
| ---- | ------------------ | ---------- | ------------------------------ |
| 2013 | Winners & Losers   | Tim Barton | episodio "I Shall Be Released" |
| 2013 | Better Man         | Howard     | episodio # 1.4                 |
| 2012 | Australia on Trial | Aspinall   | episodio "The Eureka 13"       |

- Películas.:

| Año  | Título                      | Personaje     | Notas                                                                    |
| ---- | --------------------------- | ------------- | ------------------------------------------------------------------------ |
| 2012 | The Mystery of a Hansom Cab | Mark Frettlby | junto a Nicola Parry, John Waters & Marco Chiappi                        |
| 2011 | Last Night                  | Andrew        | corto - junto a Liliya May, Frank Stead, Blake Erickson & Nicole Olmsted |
| 2010 | Sea Legs                    | Henry         | corto - junto a Paul Blenheim, Don Bridges & Lachlan Woods               |